# More Than Family
More Than Family (en hangul 애비규환; RR: Aebi Gyuhwan, lit. 'Gritos de un padre') es una comedia familiar escrita y dirigida por Choi Ha-na, y protagonizada por Krystal Jung, Jang Hye-jin, Choi Deok-moon y Nam Moon-chul. La película fue estrenada en el Festival Internacional de cine de Busan el 25 de octubre de 2020. Se estrenó en sala en Corea del Sur el 12 de noviembre de 2020. A partir del 26 de diciembre se distribuyó a través de iQiyi (para Indonesia, Malasia, Filipinas, Singapur, y Tailandia).

## Sinopsis
To-il (Krystal Jung) se queda embarazada mientras sale con Ho Hoon, su estudiante de tutoría de 19 años. Su madre y su padrastro no están contentos con la situación, por lo que decide ir a buscar a su padre biológico, a quien no ve desde hace 15 años. El viaje para encontrarlo le trae recuerdos tanto de este como de su padrastro. Cuando se da cuenta de que no estaba preparada para enfrentarse a su padre, acaba encontrándoselo. Mientras tanto, su padrastro, Tae Hyo, está decepcionado por la decisión de To-il de dejarlos para ir a ver a su padre biológico. En su ausencia, el novio y padre del bebé desaparece. Cuando los dos padres de To-il se encuentran, terminan embarcándose en la búsqueda de Ho Hoon, durante la cual se produce una serie de divertidos sucesos.

## Reparto
- Krystal Jung como Kim To-il.[6][7]
- Shin Jae-hwi como Ho Hoon, el novio de To-il.
- Jang Hye-jin como Seon-myeong.[7]
- Choi Deok-moon como Tae Hyo, padrastro de To-il.
- Nam Moon-chul como el padre de Ho Hoon.
- Lee Hae-young como Hwan Gyu.
- Kang Mal-geum como la madre de Ho Hoon.[8][9]

## Producción
En julio de 2019, Krystal Jung  fue elegida para interpretar el papel principal de la película; era su primera participación en una película independiente desde su debut en 2009. La actriz tuvo que abandonar su dieta y ganar peso para asemejarse a una mujer embarazada.
Es la película de debut de Choi Ha-na cuando director. El rodaje empezó el 13 de agosto de 2019.

## Recepción

### Taquilla
La película se estrenó el 12 de noviembre de 2020.
Según el agregador de reseñas Naver Movie Database, la película ocupaba el lugar 50 en taquilla a partir del 6 de diciembre de 2020.

## Premios y candidaturas
| Año  | Premio                            | Categoría                           | Candidato    | Resultado | Ref.          |
| ---- | --------------------------------- | ----------------------------------- | ------------ | --------- | ------------- |
| 2021 | 57th Baeksang Arts Awards         | Mejor actriz revelación             | Krystal Jung | Nominada  | [ 16 ] [ 17 ] |
| 2021 | 42nd Blue Dragon Film Awards      | Mejor actriz revelación             | Krystal Jung | Nominada  | [ 18 ]        |
| 2021 | 41st Golden Cinematography Awards | Popularity Award by Cinematographer | Krystal Jung | Ganadora  | [ 19 ]        |
| 2021 | 26th Chunsa Film Art Awards       | Mejor actriz revelación             | Krystal Jung | Nominada  | [ 20 ]        |